# Chiesa di Sant'Egidio (Mazara del Vallo)
La chiesa di Sant'Egidio è un luogo di culto sconsacrato che si trova nella Piazza Plebiscito all'interno del centro storico di Mazara del Vallo e che ospita il Museo del Satiro danzante.

## Storia
Costruita tra gli inizi e la fine del '500 dalla confraternita dedicata allo stesso santo, è una delle oltre trenta chiese antiche che sopravvivono nella città.
Tra il 21 e il 22 ottobre 1860 all'interno dell'edificio si svolse il plebiscito per l'annessione al Regno d'Italia, evento che ha determinato la variazione toponomastica della piazza adiacente.
Una volta sconsacrata, l'edificio venne usato come sede del Consiglio comunale ma dal 2005 è stata trasformata nel Museo del Satiro danzante, che ospita l'omonima statua.

## Stile
Il fabbricato presenta un'unica navata e una cupola semisferica poggiante su un tamburo ottagonale, che media le tradizioni di stile arabo-normanno con i moduli architettonici rinascimentali, realizzata nel 1578.
In origine la porta d'ingresso era in marmo, commissionata nel 1514 e consegnata nel 1525 da Bartolomeo Berrettaro, espressione del rinascimento siciliano. Il manufatto marmoreo presenta otto scomparti raffiguranti Episodi della vita di Sant'Egidio, lo stemma della confraternita, la Crocifissione, la Vergine con bambino fra angeli e santi. In seguito l'opera è stata spostata e riassemblata nella navata destra della cattedrale del Santissimo Salvatore, ad ornamento del varco d'accesso all'aula capitolare.